# Gertrud Scholtz-Klink
Gertrud Scholtz-Klink (født Gertrud Emma Treusch) (født 9. februar 1902 i Adelsheim, død 24. marts 1999 i Bebenhausen) var kvindeleder (Reichsfrauenführerin) i det tyske nationalsocialistiske parti NSDAP før og under 2. verdenskrig.

## Liv og arbejde
Gertrud Scholtz-Klink blev medlem af NSDAP i 1929 og blev leder af kvindesektionen i Berlin. Hun giftede sig med Günther Scholtz i 1932 og blev skilt i 1938.
Scholtz-Klink blev udpeget som leder for kvindeorganisationerne NS-Frauenschaft og Deutsches Frauenwerk efter Adolf Hitlers magtovertagelse i 1933. I 1936 blev hun udpeget som leder for kvindebyrådet i den tyske arbejdstjeneste Reichsarbeitsdienst.

## Efter 2. verdenskrig
Efter det tredje riges fald blev Gertrud Scholtz-Klink sat i en sovjetisk krigsfangelejr. Det lykkedes for hende at stikke af fra lejren kort tid efter. Sammen med sin tredje ægtemand levede hun tre år under falsk identitet. Den 28. februar 1948 blev hun identificeret og arresteret. En fransk militæret dømte hende i første omgang 18 måneders fængsel for dokumentforfalskning. I maj 1950 blev hun idømt yderligere 30 måneders fængsel. Hun fik forbud mod at deltage i fagbevægelsen, arbejde som journalist eller som lærer i ti år.
Efter sin løsladelse i 1953 flyttede hun tilbage til Bebenhausen. 
I 1978 udgav hun bogen Kvinden i det tredje rige (Die Frau im Dritten Reich). I bogen støttede hun nationalsocialismens ideologi. Det samme gjorde hun i et interview med historikeren Claudia Koonz tidligt i 1980'erne. 